# Parnans
Parnans là một xã thuộc tỉnh Drôme trong vùng Auvergne-Rhône-Alpes ở đông nam nước Pháp. Xã Parnans nằm ở khu vực có độ cao trung bình 245 mét trên mực nước biển.